# Metro de Baltimore
El Metro de Baltimore  es un sistema de Metro que abastece al área metropolitana de Baltimore, Maryland. Inaugurado el 21 de noviembre de 1983, actualmente el Metro de Baltimore cuenta con 1 línea y 14 estaciones.

## Administración
El Metro de Baltimore es administrado por la Administración de Transporte de Maryland.